# Takahiro Yamada (calciatore)
Takahiro Yamada (山田 隆裕 (Yamada Takahiro?); Osaka, 29 aprile 1972) è un ex calciatore giapponese, di ruolo centrocampista.

## Palmarès

### Nazionale
- Coppa d'Asia: 1

1992